# Свети Атанасий (Нижеполе)
Вижте пояснителната страница за други значения на Свети Атанасий.
„Свети Атанасий“ или „Свети Атанас“ (на македонска литературна норма: „Свети Атанасиј“, „Свети Атанас“) е възрожденска църква край битолското село Нижеполе, част от Преспанско-Пелагонийската епархия на Македонската православна църква – Охридска архиепископия.
Църквата е разположена извън селото в подножието на връх Пелистер. Изградена е в XIX век и има и малък конак. Запазен е оригиналният възрожденски иконостас.